# Epanagoga Aumentado

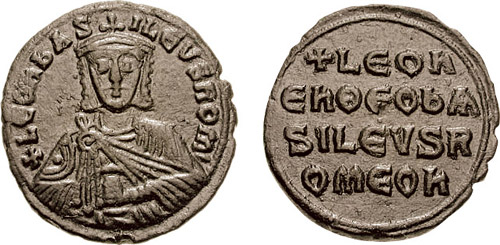
Fólis de r.

Epanagoga Aumentado (em grego: Ἐπαναγωγή Αυκτα; romaniz.: Epanagogé Aukta; em latim: Epanagoge Aucta) é um livro de jurisprudência bizantino. Sobrevivente em cerca de 10 manuscritos, porta em todos eles a rubrica "Leão, o imperador" e não mostra traços de leis posteriores, o que leva os estudiosos a acharem que foi produzido logo após a morte do imperador Leão VI, o Sábio (r. 912–959).
Consiste em 54 títulos, que foram produzidos com base no Epanagoga e no Próquiro (do título 17 em diante), e um apêndice; do Próquiro, o autor deu preferências à propriedade do casamento e frequentemente destacou as novas regulamentações expostas. Outra importante fonte do Epanagoga Aumentado foi as Basílicas de Leão VI, havendo nele uma versão sumariada de aproximadamente 30 novelas do imperador.